# Nearctodesmus boydi
Nearctodesmus boydi är en mångfotingart som beskrevs av Chamberlin 1951. Nearctodesmus boydi ingår i släktet Nearctodesmus och familjen Nearctodesmidae. Inga underarter finns listade i Catalogue of Life.